# A magyar labdarúgó-válogatott 2014. május 22-i mérkőzése
A magyar labdarúgó-válogatott barátságos mérkőzése Dánia ellen, 2014. május 22-én, mely a 2014. május 1-jén átadott új debreceni Nagyerdei stadionban rendezett első válogatott-mérkőzés volt. A találkozó végeredménye 2–2 lett.

## Előzmények
A magyar labdarúgó-válogatottnak a Dánia elleni volt a második mérkőzése a 2014-es esztendőben. Az elsőre március 5-én került sor Győrben, Finnország ellen (barátságos, 1–2).
Pintér Attila magyar szövetségi kapitány a mérkőzés előtti sajtótájékoztatón elmondta: számára a megtisztelő kapitányi felkéréskor stratégiai kérdés volt, hogy legyenek rendszeresen válogatott összetartások, mert „két nap nem elég egy eredményes válogatott felépítéséhez".

„Különböző okok végett ezek az összetartások elmaradtak. Nagyon fognak hiányozni, és nem tudom, hogy mire lesz elég ez a három nap, annak ellenére, hogy nagyon-nagyon megpróbáltuk megszervezni. Ha a játékosok nem folyamatosan kapják azokat a taktikai elemeket, amikkel föl tudnánk építeni a válogatottat, akkor a saját dolgunkat nehezítjük meg, és ez semmilyen szempontból nem jó… Ha nincsenek összetartások, ne ringassuk magunkat nagy álmokba.”

– Pintér Attila, Magyarország szövetségi kapitánya.

A két csapat legutóbb 2009. október 14-én csapott össze egymással a 2010-es labdarúgó-világbajnokság 1. csoportjának selejtezőjében. A Koppenhágában, 36 956 néző előtt lezajlott találkozó emlékezetes marad a magyarok számára, hiszen Buzsáky Ákos 35. percben lőtt góljával megnyertük a rendkívül fontos összecsapást. 

Ennek a mérkőzésnek a 2008. szeptember 6-i hazai mérkőzés volt az előzménye Budapesten, a Puskás Ferenc Stadionban 19 000 néző előtt. Az eredmény 0–0 lett. 
1994. április 20-án barátságos mérkőzésnek Koppenhága volt a helyszíne. A mérkőzés 23. percében büntetőt értékesítettek a hazaiak Michael Laudrup révén, ám egy perccel később Simon Tibor kiegyenlített, azonban Laudrup és Povlsen találataival végül 3–1-re a dánok nyertek. 

## Helyszín
A találkozót a debreceni Nagyerdei stadionban rendezték meg.
Az 1932-ben épült stadiont 2013. január 29-től teljesen felújították, 2014. május 1-jén egy nagyszabású gálával adták át, befogadóképessége 20 340 fő. Az első hivatalos válogatott mérkőzés egy Magyarország–Lengyelország mérkőzés volt, mely a magyar csapat 8–2-es győzelmével ért véget.

## Keretek
megjegyzés: A táblázatokban szereplő adatok a mérkőzés előtti állapotnak megfelelőek.
Pintér Attila, a magyar labdarúgó-válogatott szövetségi kapitánya, május 15-én hirdette ki harmincegy főből álló keretét a dánok elleni mérkőzésre. A keretben három játékos volt található, akik korábban még nem léptek pályára a nemzeti csapatban, ők: Fiola Attila, Lang Ádám és Radó András. Nem készülhet a találkozóra a napokban súlyos sérülést szenvedett Leandro, valamint az ugyancsak sérült Bogdán Ádám, míg Lovrencsics Gergő klubkötelezettségei miatt hagyja ki a mérkőzést. Ott lesz azonban a felkészülési meccsen Korcsmár Zsolt, aki vállsérülése miatt hosszabb ideig nem játszott klubcsapatában. A Finnország elleni mérkőzésen játszók közül kimaradt Kádár Tamás, Sándor György, az említett (és sérült) Leandro, valamint Bogdán Ádám. Szalai Ádám, a Schalke 04 csatára megint nem kapott meghívót.
| Magyarország                       | Magyarország     | Magyarország                    | Magyarország | Magyarország | Magyarország         | Magyarország                         |
| Poszt                              | Név              | Születési idő és életkor        | Vál.         | Gól          | Klub                 | Utolsó válogatottság                 |
| ---------------------------------- | ---------------- | ------------------------------- | ------------ | ------------ | -------------------- | ------------------------------------ |
| K                                  | Gulácsi Péter    | 1990. május 6. (24 évesen)      | 0            | 0            | Red Bull Salzburg    | –                                    |
| K                                  | Horváth Tamás    | 1987. június 18. (26 évesen)    | 0            | 0            | Mezőkövesd-Zsóry     | –                                    |
| K                                  | Megyeri Balázs   | 1990. március 31. (24 évesen)   | 0            | 0            | Olimbiakósz          | –                                    |
| K                                  | Rózsa Dániel     | 1984. november 24. (29 évesen)  | 0            | 0            | Szombathelyi Haladás | –                                    |
| V                                  | Fiola Attila     | 1990. február 17. (24 évesen)   | 0            | 0            | Paks                 | –                                    |
| V                                  | Heffler Tibor    | 1987. május 17. (27 évesen)     | 0            | 0            | Paks                 | –                                    |
| V                                  | Juhász Roland    | 1983. július 1. (30 évesen)     | 79           | 6            | Videoton             | 2014. 03. 05-én Finnország ellen.    |
| V                                  | Korcsmár Zsolt   | 1989. január 9. (25 évesen)     | 22           | 0            | Greuther Fürth       | 2013. 10. 15-én Andorra ellen.       |
| V                                  | Korhut Mihály    | 1988. december 1. (25 évesen)   | 0            | 0            | Debreceni VSC        | –                                    |
| V                                  | Lang Ádám        | 1993. január 17. (21 évesen)    | 0            | 0            | Győri ETO            | –                                    |
| V                                  | Lipták Zoltán    | 1984. december 10. (29 évesen)  | 15           | 1            | Győri ETO            | 2014. 03. 05-én Finnország ellen.    |
| V                                  | Szabó János      | 1989. november 7. (24 évesen)   | 0            | 0            | Paks                 | –                                    |
| V                                  | Vanczák Vilmos   | 1983. június 20. (30 évesen)    | 77           | 4            | FC Sion              | 2014. 03. 05-én Finnország ellen.    |
| V                                  | Varga József     | 1988. június 6. (25 évesen)     | 26           | 0            | Middlesbrough        | 2014. 03. 05-én Finnország ellen.    |
| KP                                 | Elek Ákos        | 1988. július 21. (25 évesen)    | 29           | 1            | Diósgyőri VTK        | 2014. 03. 05-én Finnország ellen.    |
| KP                                 | Kalmár Zsolt     | 1995. június 9. (18 évesen)     | 0            | 0            | Győri ETO            | –                                    |
| KP                                 | Koman Vladimir   | 1989. március 16. (25 évesen)   | 35           | 7            | Ural Jekatyerinburg  | 2014. 03. 05-én Finnország ellen.    |
| KP                                 | Kovács István    | 1992. március 27. (22 évesen)   | 2            | 0            | Videoton             | 2013. 08. 14-én Csehország ellen.    |
| KP                                 | Nagy Gábor       | 1985. október 6. (28 évesen)    | 0            | 0            | Szombathelyi Haladás | –                                    |
| KP                                 | Pátkai Máté      | 1988. március 6. (26 évesen)    | 3            | 0            | Győri ETO            | 2013. 06. 06-án Kuvait ellen.        |
| KP                                 | Stieber Zoltán   | 1988. október 16. (25 évesen)   | 3            | 0            | Greuther Fürth       | 2013. 10. 15-én Andorra ellen.       |
| KP                                 | Szakály Péter    | 1986. augusztus 17. (27 évesen) | 5            | 0            | Debreceni VSC        | 2014. 03. 05-én Finnország ellen.    |
| KP                                 | Tőzsér Dániel    | 1985. május 12. (29 évesen)     | 20           | 1            | Watford              | 2011. 11. 15-én Lengyelország ellen. |
| KP                                 | Zsidai László    | 1986. július 16. (27 évesen)    | 2            | 0            | Debreceni VSC        | 2008. 03. 26-án Szlovénia ellen.     |
| CS                                 | Dzsudzsák Balázs | 1986. december 23. (27 évesen)  | 59           | 14           | Gyinamo Moszkva      | 2014. 03. 05-én Finnország ellen.    |
| CS                                 | Futács Márkó     | 1990. február 22. (24 évesen)   | 1            | 0            | Diósgyőri VTK        | 2014. 03. 05-én Finnország ellen.    |
| CS                                 | Gyurcsó Ádám     | 1991. március 6. (23 évesen)    | 8            | 1            | Videoton             | 2014. 03. 05-én Finnország ellen.    |
| CS                                 | Nikolics Nemanja | 1987. december 31. (26 évesen)  | 3            | 1            | Videoton             | 2014. 03. 05-én Finnország ellen.    |
| CS                                 | Radó András      | 1993. szeptember 9. (20 évesen) | 0            | 0            | Szombathelyi Haladás | –                                    |
| CS                                 | Rudolf Gergely   | 1985. március 9. (29 évesen)    | 25           | 10           | Győri ETO            | 2014. 03. 05-én Finnország ellen.    |
| CS                                 | Varga Roland     | 1990. január 23. (24 évesen)    | 0            | 0            | Győri ETO            | –                                    |
| Szövetségi kapitány: Pintér Attila |                  |                                 |              |              |                      |                                      |

| Dánia | Dánia | Dánia                    | Dánia | Dánia | Dánia | Dánia                |
| Poszt | Név   | Születési idő és életkor | Vál.  | Gól   | Klub  | Utolsó válogatottság |
| ----- | ----- | ------------------------ | ----- | ----- | ----- | -------------------- |

Az adatok a mérkőzés előtti állapotnak megfelelőek.

## A mérkőzés
| 2014. május 22. 20:15 (CET) |

| Magyarország                          | 2 – 2               | Dánia                                      |
| ------------------------------------- | ------------------- | ------------------------------------------ |
| Dzsudzsák 25' Varga R. 68' Tőzsér 38' | (1 – 0) Jegyzőkönyv | Eriksen 55' Schøne 72' Ahlmann Nielsen 50' |

| Nagyerdei stadion, Debrecen Nézőszám: 20 000 Játékvezető: Szymon Marciniak (lengyel) |

### Az összeállítások
| Csapatszínek | Csapatszínek | Csapatszínek |
| Csapatszínek |              |              |
| Csapatszínek |              |              |
|              |              |              |
| Magyarország |              |              |

| Csapatszínek | Csapatszínek | Csapatszínek |
| Csapatszínek |              |              |
| Csapatszínek |              |              |
|              |              |              |
| Dánia        |              |              |

Használt rövidítések (magyar rövidítés – angol rövidítés – poszt):
| - KA – GK – kapus - V – DF – hátvéd - S – SW – söprögető - JV – RB – jobb oldali védő - KV – CB – középső védő - BV – LB – bal oldali védő - JSZV – RWB – jobb szélső védő - BSZV – LWB – bal szélső védő | - KP – MF – középpályás - VKP – DM – védekező középpályás - BKP – LM – bal oldali középpályás - KKP – CM – középső középpályás - JKP – RM – jobb oldali középpályás | - JSZ – RW – jobb szélső - BSZ – LW – bal szélső - TKP – AM – támadó középpályás | - CS – ST, FW – csatár - JCS – RF – jobb oldali csatár - KCS – CF – középső csatár - BCS – LF – bal oldali csatár |

| MAGYARORSZÁG: |    |                   |  |     |
|               |    |                   |  |     |
| KA            | 1  | Gulácsi Péter     |  |     |
| JV            | 8  | Varga József      |  |     |
| KV            | 4  | Lang Ádám         |  |     |
| KV            | 5  | Lipták Zoltán     |  | 58' |
| BV            | 6  | Korhut Mihály     |  | 61' |
| JKP           | 11 | Tőzsér Dániel 38' |  |     |
| KKP           | 19 | Pátkai Máté       |  | 46' |
| BKP           | 20 | Szakály Péter     |  | 46' |
| JCS           | 18 | Gyurcsó Ádám      |  | 46' |
| KCS           | 9  | Rudolf Gergely    |  | 67' |
| BCS           | 7  | Dzsudzsák Balázs  |  |     |
| Cserék:       |    |                   |  |     |
| KA            | 22 | Horváth Tamás     |  |     |
| KA            | 12 | Rózsa Dániel      |  |     |
| V             | 2  | Szabó János       |  | 61' |
| V             | 3  | Heffler Tibor     |  |     |
| V             | 10 | Koman Vladimir    |  | 46' |
| KP            | 13 | Kalmár Zsolt      |  | 46' |
| CS            | 14 | Radó András       |  |     |
| KP            | 15 | Stieber Zoltán    |  |     |
| KP            | 16 | Zsidai László     |  |     |
| CS            | 17 | Nikolics Nemanja  |  | 67' |
| CS            | 21 | Varga Roland      |  | 46' |
| V             | 23 | Juhász Roland     |  | 58' |
| Vezetőedző:   |    |                   |  |     |
| Pintér Attila |    |                   |  |     |

| DÁNIA:       |    |                         |     |     |
|              |    |                         |     |     |
| KA           | 16 | Stephan Andersen        |     |     |
| JV           | 6  | Lars Jacobsen           |     |     |
| KV           | 3  | Simon Kjær              |     | 46' |
| KV           | 4  | Daniel Agger            |     |     |
| BV           | 18 | Jakob Poulsen           |     | 46' |
| VKP          | 17 | Kasper Kusk             |     | 46' |
| VKP          | 21 | Jakob Ahlmann Nielsen   | 50' |     |
| JKP          | 7  | William Kvist Jørgensen |     | 46' |
| KKP          | 9  | Michael Krohn-Dehli     |     | 79' |
| BKP          | 10 | Christian Eriksen       |     |     |
| CS           | 8  | Martin Braithwaite      |     |     |
| Cserék:      |    |                         |     |     |
| KA           | 1  | Kasper Schmeichel       |     |     |
| KA           | 22 | Jesper Hansen           |     |     |
| V            | 2  | Peter Ankersen          |     |     |
| V            | 5  | Jonas Knudsen           |     |     |
| CS           | 11 | Morten Rasmussen        |     | 46' |
| V            | 12 | Andreas Bjelland        |     | 46' |
| V            | 13 | Kian H. Hansen          |     |     |
| KP           | 14 | Lasse Schøne            |     | 46' |
| KP           | 15 | Thomas Kahlenberg       |     | 79' |
| KP           | 19 | Jakob Ankersen          |     |     |
| KP           | 20 | Rasmus Würtz            |     | 46' |
| KP           | 23 | Pierre-Emile Højbjerg   |     |     |
| Vezetőedző:  |    |                         |     |     |
| Morten Olsen |    |                         |     |     |

Asszisztensek:

Paweł Sokolnicki (lengyel) (partvonal)

Tomasz Listkiewicz (lengyel) (partvonal)

Negyedik játékvezető:

Tomasz Musial (lengyel)

## Örökmérleg a mérkőzés után
| Magyarország |           | Dánia  |
| ------------ | --------- | ------ |
| 16           | Győzelem  | 3      |
| 4            | Döntetlen | 4      |
| 40           | Gólok     | 16     |
| 52/69        | Pontok    | 13/69  |
| 68,75%       | %         | 31,25% |